# La Kallocaïne
La Kallocaïne ou Kallocaïne (en suédois Kallocain) est un roman dystopique suédois publié en 1940 par Karin Boye. Le roman figure parmi les classiques du genre de la dystopie, qui s'est développé entre les deux guerres mondiales avec le concept de « totalitarisme », rapprochement fait par Hannah Arendt entre le communisme et le nazisme.

## Résumé
Un chimiste, qui vit dans la Ville des Chimistes n° 4, crée un sérum de vérité : celui qui a tout révélé sous l'influence de la piqûre se souvient ensuite parfaitement de ce qu'il a avoué. Vouée à délivrer l'État mondial des criminels par la pensée, la drogue lui permet en fait de comprendre la profonde humanité de sa propre femme et de la révéler à elle-même, part retrouver ceux qui lui ressemblent. Cependant, éclate la guerre faite par l'État voisin à l'État mondial. Le héros est fait prisonnier et écrit l'histoire de la kallocaïne dans sa prison.
L'accent est mis dans l'histoire sur le problème de la confiance que les humains peuvent mettre les uns en les autres dans une société totalitaire où le mari se défie de son épouse et l'épouse de son mari. On assiste au renversement du personnage central, qui prend peu à peu conscience du monde dans lequel il vit grâce à un de ses collègues, Rissen, qu'il finit par dénoncer tant il a peur de se découvrir lui-même si proche. 

## Description
Kallocaïne a fortement influencé 1984 d'Orwell, notamment dans les détails matériels :  baisse de la qualité de vie, mais aussi dans le recours à un journal intime, la dénonciation au sein des couples, la surveillance policière de l'espace privé, l'idée du crime de la pensée, puni de mort, l'enrôlement des citoyens dans des célébrations d'État sur leur temps de loisirs, les enfants soldats redoutables adjuvants du régime, le rôle de la guerre, le rôle de la femme comme propulsant la force de vie, l'importance de l'amour dans le déclenchement de la prise de conscience.

## Distinction
En 2016, l'ouvrage figura sur la liste des candidats finalistes au prix rétro Hugo pour l'année 1941.